# Súčanská vrchovina
Súčanská vrchovina je geomorfologický podcelek Bílých Karpat. Leží ve střední části pohoří a nejvyšším vrcholem je Javorník (782 m n. m.).

## Polohopis
Podcelek leží ve střední části Bílých Karpat a na severu a severozápadě lemuje Slovensko – českou státní hranici. V rámci pohoří ho ostře ohraničují údolí, na severovýchodě je to dolina Vlára, na jihozápadě Drietomice. Na území Slovenska sousedí na jihozápadě s podcelky Lopenícka hornatina a Bošácké bradla, na severovýchodě pokračuje pohoří Kobylináčom. Jihovýchodním směrem sousedí Považské podolie s podcelkem Bielokarpatské podhorie. 
Jedinou částí podcelku je Súčanská kotlina.

## Ochrana přírody
Území je součástí CHKO Bílé Karpaty, z maloplošných chráněných území zde leží:
- Rajkovec – přírodní památka
- Debšín – přírodní rezervace
- Hornozávrská mokraď – přírodní rezervace
- Včelíny – přírodní památka
- Podsalašie – přírodní památka
- Drietomica – přírodní památka [2]

## Doprava
Severovýchodním okrajem podcelku vede údolím Vlára silnice I/57 (Nemšová – Vlársky průsmyk) i železniční trať Trenčianska Teplá – Vlársky průsmyk, na jihozápadě zase údolím Drietomice silnice I/9 s navazující silnicí I/50 na české straně (Drietoma – Starý Hrozenkov).